# 日本とエジプトの関係
日本とエジプトの関係（にほんとエジプトのかんけい、アラビア語: العلاقات المصرية اليابانية、英語: Egypt–Japan relations）は、日本とエジプトの間の国際関係である。エジプトの漢字表記「埃及」から日埃関係とも。両国は相互に大使館を設置しており、駐日エジプト大使によって「とても強い友好関係」にあると評価されている。現在、この二国は、経済・貿易関係で大きな関係を持っている。
日本は、エジプトは中東の中心的存在になると考えており、エジプトをこの地域内での外交上不可欠な国としてみている。二国の指導者は、中東の和平に関する問題について互いに支援し合っていることで知られている。
二国間には、両国の互いの利益進展の調査を行う協議会を置いている。
2021年時点で、719人の日本国民がエジプトに、1,933人のエジプト国民が日本に在住する。2009年には90,000人の日本人がエジプトを訪れ、2007年には3,500人のエジプト人が日本を訪れた。
結論、エジプトと日本は外交的・国民的にもとても良い親密な関係を築いている。

## 両国の比較
|             | エジプト                     | 日本                          | 両国の差                 |
| ----------- | ---------------------------- | ----------------------------- | ------------------------ |
| 人口        | 9000万人（2015年）           | 1億2711万人（2015年）         | 日本はエジプトの約1.4倍  |
| 国土面積    | 100万 km2                    | 37万7972 km2                  | エジプトは日本の約2.6倍  |
| 首都        | カイロ                       | 東京                          |                          |
| 最大都市    | カイロ                       | 東京                          |                          |
| 政体        | 半大統領制                   | 議院内閣制                    |                          |
| 公用語      | アラビア語                   | 日本語（事実上）              |                          |
| 国教        | イスラム教                   | なし                          |                          |
| GDP（名目） | 3307億7900万米ドル（2015年） | 4兆1232億5800米ドル（2015年） | 日本はエジプトの約12.5倍 |
| 防衛費      | N/A                          | 409億米ドル（2015年）         |                          |

## 歴史

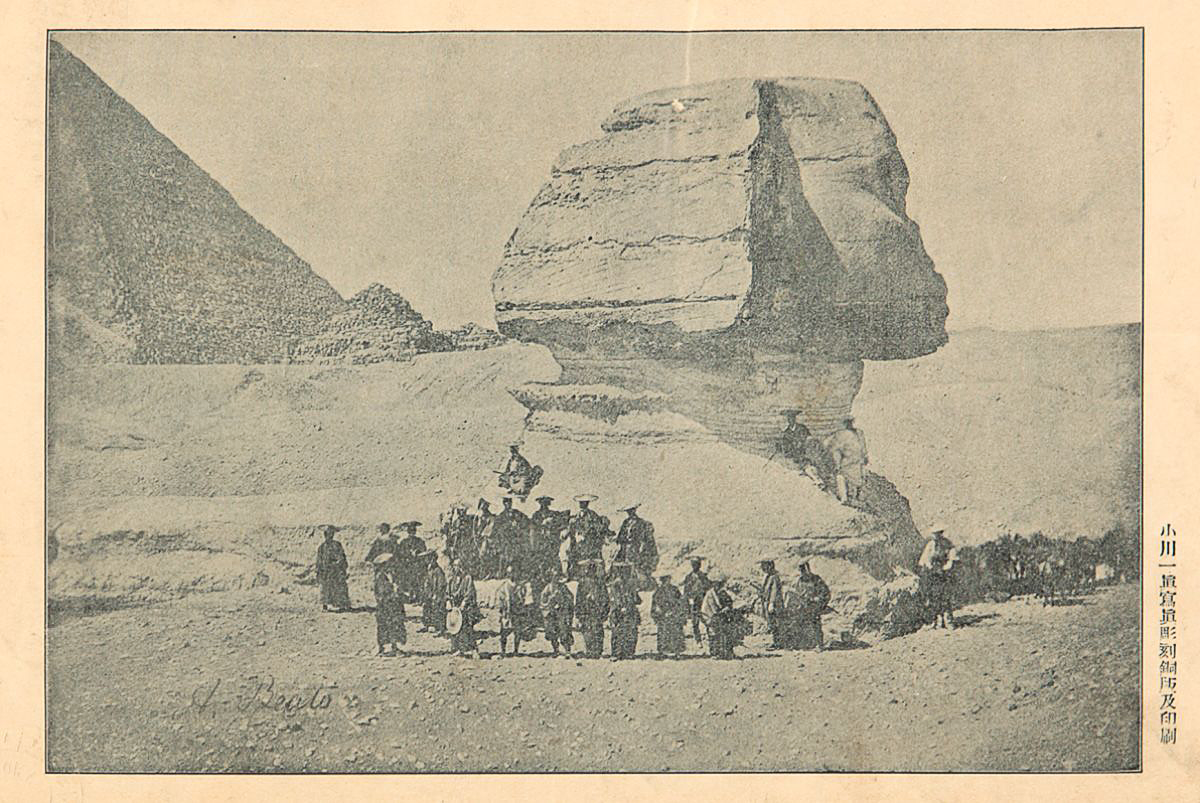
スフィンクス像前での池田使節団（1864年）

二国間の関係は、19世紀まで遡る。1861年に日本を発った文久遣欧使節は2月20日にスエズに到着し、更に翌1862年に池田筑後守率いる遣仏使節団はフランスに向かう途中の2月23日に、ムハンマド・アリー朝のエジプト太守、イスマーイール・パシャに謁見している。明治維新後の日本にはオスマン帝国、エジプト、ガージャール朝ペルシア（現在のイラン）、エチオピア帝国、アルバニア、タイ王国、清国などと同様に治外法権や不平等条項（カピチュレーション）が欧米列強諸国との間に結ばれており、エジプトには1875年に利害関係各国たるイギリス、フランス、トルコ、イタリア、オーストリア、ドイツなど14か国が個別の領事裁判権をまとめた「混合裁判所」が創設されていたが、箕作麟祥は日本の領事裁判権を問題にする立場からこのエジプトの「混合裁判所」を検討し、1875年1月21日にギュスターヴ・エミール・ボアソナードに対してこの「混合裁判所」制度について質問している他、東海散士（柴四朗）は『埃及近世史』の中で領事裁判と混合裁判所について述べ、原敬は『埃及混合裁判』の中でこの「混合裁判所」がエジプト人よりも欧米人に対して圧倒的に有利な裁定を下していることについて言及している。
1879年にイギリスのソールズベリ外務大臣は駐カイロ総領事に訓令を発し、反イギリス的な政策を採ろうとしていたエジプト副王イスマーイール・パシャを、名目上のエジプトの宗主国であったオスマン帝国に圧力をかけて解任させると、このイスマーイール・パシャ解任事件に憤ったアフマド・オラービー大佐は1881年2月に反旗を翻し、同年9月にアブディーン宮殿を包囲してイスマーイール・パシャの後任となったタウフィーク・パシャに憲法制定を認めさせ、翌1882年2月にオラービー大佐自らが陸相に就任し、民族主義的な祖国党内閣を樹立した（ウラービー革命）。明治時代の日本の東海散士が著した政治小説『佳人之奇遇』にはこのウラービー革命を「一八八二年二月七日、魔毛嫉佐徴主相トナリ、亜刺飛陸軍大臣トナリ、是ニ全ク新内閣ヲ組織シ、同月六日、新憲法ヲ発布ス。是ヨリ五月ニ至ルマデ、国政真正ナル立憲政体トナリ、国民党モ亦漸ク平穏ニ帰セリ」と述べて評価する記述が存在する。
ウラービー革命挫折後、1880年代から1910年代にかけてエジプトではムスタファー・カーミルの指導の下、ウラービーの祖国党（ワタニー）を復興し、エジプトの反英独立闘争が続けられたが、カーミルは1905年の日露戦争の日本勝利の際に、白人に対する有色人種の勝利であるとしてこの日本の勝利を評価している。
他方、日本側ではクローマー総督がエジプトに於けるイギリスの政治的実践について述べたことを1908年に刊行した『現代エジプト』を、1911年に大日本文明協会より日本語訳刊行し、大隈重信は同書の日本語版に寄せた序文にて、イギリスのエジプト経営を日本の韓国保護経営の「経世的教訓」とすべきだと述べている。
1921年4月には訪欧の途次にあった皇太子裕仁親王（のちの昭和天皇）がエジプトに立ち寄り、ピラミッドの見物やムハンマド・アリー朝のスルタン・フアード1世との非公式会談を行っている。

### 外交関係樹立後
両国の外交関係は、日本がエジプト王国の独立を承認した1922年に確立された。外交関係樹立以来、第二次世界大戦中を除けば親しい関係が続いており、身分の高い外交官も何度か訪問している。主要なものに、日本の首相・村山富市による1995年のエジプト訪問や、ムバーラク大統領による1983年、1995年、1999年の数回にわたる日本訪問がある。
1936年1月1日、日本はカイロに公使館を開設し、翌1937年に初代公使に横山正幸が任命された。しかし第二次世界大戦の勃発により、1941年12月8日付でエジプトは日本に国交断絶を通告した。
戦後の1952年11月、日本とエジプトの両国は国交を回復させ、1954年4月1日に在エジプト公使館は大使館に昇格させた。
1998年から2002年にかけて、日本は35億ドル以上をエジプトに資金提供した。2002年には、日本とエジプトの間の貿易額が1億ドルを超えた。日本は救急車や橋、王家の谷のビジターセンターなどを提供している。
2015年1月17日、エジプトの首都カイロで開催された日エジプト経済合同委員会の席上において、安倍晋三内閣総理大臣は「ISILと闘う周辺各国に、総額で2億ドル程度、支援をお約束します」と公式に述べて、反ISIL（いわゆる「イスラム国」）およびエジプト支持の姿勢を明確に打ち出した。

## 外交使節

### 在日エジプト大使
- ムスタファー・ユセフ
- マハムード・サラーハッディーン・ハサン（1972年 - 、信任状捧呈は3月1日[32]）
- モハメッド・サミー・サーベット[33]
- エルメニアウィ（1989年以前[34][35] - 1993年[36]）
- メルバット・メハニ・タラウィ（アラビア語版、英語版）（1993年 - 1997年、信任状捧呈は10月1日[37]）
- ナビル・ファハミ（アラビア語版、英語版）（1997年 - 1999年、信任状捧呈は9月24日[38]）
- マフムード・カレム（アラビア語版）（1999年 - 2003年、信任状捧呈は9月20日[39]）
- ヒシャーム・ムハンマド・ムスタファ・バドル（2003年 - 2007年、信任状捧呈は11月11日[40]）
- ワリード・マハムード・アブデルナーセル（2007年 - 2011年、信任状捧呈は10月1日[41]）
- ヒシャーム・エルズィメーティ（2011年 - 2015年、信任状捧呈は12月5日[42]）
- イスマイル・カイラット（2015年 - 2017年、信任状捧呈は5月7日[43]）
- （臨時代理大使）ハーテム・サラ・ハッサン・エルナッシャール（2017年）
- アイマン・アリ・カーメル（2017年 - 2021年、信任状捧呈は12月11日[44]）
- （臨時代理大使）カリム・フェクリ・モハメド・モクタール（2021年）
- モハメド・アブバクル・サレー・ファッターフ（2021年 - 、信任状捧呈は12月27日[45]）